# Always & Forever
Always & Forever släpptes den 4 april 1987, och är ett studioalbum av Randy Travis.

## Låtlista
1. "Too Gone Too Long" (Gene Pistilli) - 2:24
2. "My House" (Al Gore, Paul Overstreet) - 2:54
3. "Good Intentions" (Marvin Coe, Merle Haggard, Randy Travis) - 3:37
4. "What'll You Do About Me" (Dennis Linde) - 2:38
5. "I Won't Need You Anymore (Always and Forever)" (Max D. Barnes, Troy Seals) - 3:08
6. "Forever and Ever, Amen" (Overstreet, Don Schlitz) - 3:31
7. "I Told You So" (Travis) - 3:38
8. "Anything" (Ronny Scaife, Phil Thomas) - 2:41
9. "The Truth Is Lyin' Next to You" (Susan Longacre, Kent Robbins) - 3:24
10. "Tonight We're Gonna Tear Down the Walls" (Jim Sales, Travis) - 2:38

## Medverkande
- Baillie & The Boys - bakgrundssång
- Russell Barenberg - akustisk gitarr
- Dennis Burnside - klaviatur
- Larry Byrom - akustisk gitarr
- Mark Casstevens - akustisk gitarr
- Jerry Douglas - Dobro
- Paul Franklin - pedal Dobro
- Steve Gibson - akustisk gitarr, elgitarr
- Doyle Grisham - steel guitar
- Sherri Huffman - bakgrundssång
- David Hungate - basgitarr
- Kirk "Jelly Roll" Johnson - munspel
- Dennis Locorriere - bakgrundssång
- Larrie Londin - trummor
- Brent Mason - akustisk gitarr, elgitarr
- Terry McMillan - slagverk, munspel
- Mark O'Connor - fiol
- Paul Overstreet - bakgrundssång
- Lisa Silver - bakgrundssång
- James Stroud - trummor
- Diane Tidwell - bakgrundssång
- Jack Williams - basgitarr
- Dennis Wilson - bakgrundssång

## Listplaceringar
| Lista (1987)                      | Topplacering |
| --------------------------------- | ------------ |
| Kanada, RPM Top Albums            | 16           |
| USA ,Billboard Top Country Albums | 1            |
| USA, Billboard 200                | 19           |

### Fotnoter
1. ↑  Steve Hochman (3 maj 1987). ”Always & Forever” (på engelska). Los Angeles Times. http://www.allmusic.com/album/always-forever-mw0000192226. Läst 24 april 2013.
2. ↑  Steve Hochman (3 maj 1987). ”Hollow Homage” (på engelska). Los Angeles Times. http://articles.latimes.com/1987-05-03/entertainment/ca-8210_1_randy-travis. Läst 24 april 2013.
3. ↑  Robert Christgau. ”CG: Randy Travis” (på engelska). RobertChristgau.com. http://www.robertchristgau.com/get_artist.php?name=randy+travis. Läst 24 april 2013.